# 塞尼卡人
塞尼卡人（英語：Seneca），北美洲原住民族，為伊洛魁聯盟中六族同盟裡居住地點最西邊的一族，同時也是該聯盟的五個創始部族之一。以前居住在現在的紐約與賓西法尼亞州附近，現主要分布在紐約西部和俄亥俄州東部。塞尼卡人的傳統語言使用塞尼卡語，屬伊洛魁語系、北伊洛魁語族，通用英語。現今塞尼卡人在聯邦政府承認之下，創立自己的塞尼卡部落，有屬於自己的領地與總統。

## 民族分布、人口與語言

### 名稱由來
塞內卡人最初自稱Onöndowága，意為「大山地」。和奧農達加人同名。在伊洛魁聯盟時期，塞內卡人生活在聯盟的最西部，所以也被視為西部門戶的守護者。於是其他人們開始以他們生活重心的村莊Osininka稱呼他們，此一名字意思為「生活在石堆中的人」。但又因為意義相近，常被伊洛魁聯盟之外的人搞混為奧奈達人。而最後Osininka的意義簡化為「石地」，讀法也漸漸轉換成Seneca。

### 分布地區
加入伊洛魁聯盟前，塞內卡人就居住在現今紐約州的傑那西河和卡南代瓜湖附近。北美獨立戰爭後，塞內卡人大量遷移，大部分的人居住在美國的紐約州，與卡特羅格斯保留區、托納旺達保留區、阿利根尼保留區等三個保留區內。亦有少部分人選擇遷移到加拿大的安大略省。

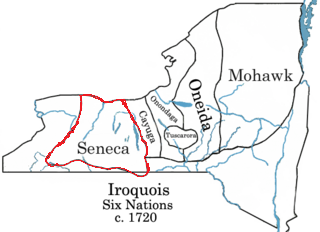
塞內卡人於18世紀六族同盟的分布區

### 人口
根據塞內卡部落官方網站的統計，部落內的塞內卡人共有約8000人。其中，在卡特羅格斯保留區內有2412人，阿利根尼保留區內有1,099人。另外，加拿大亦有少數的塞內卡人居住，估計約1000餘人。

### 語言
主條目：塞內卡語

塞內卡人使用的語言為英語、塞內卡語及其他伊洛魁聯盟方言，通用英語。塞內卡人的傳統語言為塞內卡語，屬伊洛魁語系、北伊洛魁語族的卡尤加─塞內卡語支。現在使用塞內卡語的人已經逐漸減少，只有部落內的少數耆老才會使用塞內卡語,屬於瀕臨斷絕的語言。根據2007年的統計，還會講塞內卡語的人已經少於100人。
- 北易洛魁語族
  - Lakes Iroquoian
    - 五大部族語言和Susquehannock
      - 塞内卡–奧農達加
        - 塞内卡–卡尤加
          - 塞内卡語
          - 卡尤加語

        - 奧農達加
          - 奧農達加語

      - 莫霍克–奧奈達
        - 奧奈達語
        - 莫霍克語

      - Susquehannock
        - Susquehannock (已滅絕)

    - Huronian
      - Wyandot (Huron–Petun) (已滅絕)
      - Neutral (已滅絕)
      - Erie (已滅絕)

  - Tuscarora–Nottoway 
    - 塔斯卡洛拉語(Tuscarora) (瀕危)
    - Nottoway (已滅絕)

歸属未定语言：
- Laurentian (已滅絕)

## 地理環境
塞內卡人以前的分布地區主要在紐約與賓西法尼亞州，氣候屬副熱帶濕潤氣候到大陸性氣候，夏天時較為潮濕且溫度溫暖適中，冬天時均溫則會下降至零下數度而有下雪的可能。且由於鄰近傑那西河和卡南代瓜湖，附近亦有相當豐富的森林資源與水資源，使他們的農業發達、也常有捕魚的機會。

## 歷史沿革

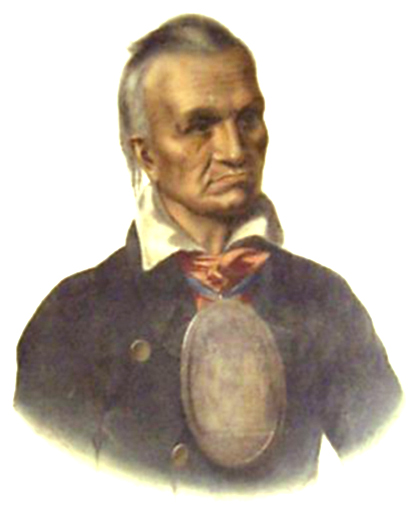
塞內卡酋長紅夾克

最早有關於塞內卡人的文獻記載是西元1142年，塞內卡人與莫霍克人、奧奈達人、奧內達加人、卡尤加人以「偉大的和平」此一理念，聯合組織了伊洛魁聯盟。塞內卡人由於居住位置屬於聯盟分布區域中，最西邊的一族，因此也在聯盟中被稱為「西方門戶的守護者」。雖然許多人類學家認為伊洛魁聯盟的創立時間應該在15世紀中葉到17世紀初之間，不過新的考古研究指出在某些口傳歷史中，聯盟的創立應該在曾經發生日食的1142年8月。

### 和歐洲殖民者的關係
1677年，塞內卡人和其他伊洛魁聯盟部族以《鍊條盟約》（Covenant Chain）與英國人達成協議，結成同盟關係以對抗法國人和休倫人(Huron)組成的另一個同盟。
於是，塞內卡人在17世紀時逐漸壯大，同時在這個時期達到了力量的巔峰，塞內卡人得益於聯盟傳統的「哀悼戰爭」，以戰爭中捕捉到的俘虜來填補失去的同胞人力，再用這些人力對原本的敵人或非聯盟成員展開報復，塞內卡人藉由此種方式，某種程度上減輕了因歐洲入侵而染上傳染病的人力缺乏，而這項傳統與當時歐洲殖民者的強勢的統治方式又有相當大的不同。

身為伊洛魁聯盟的一份子，塞內卡人參與了大部分法國對伊洛魁聯盟的戰役。他們攻擊新法蘭西與休倫人的領地，並對法國的另一個同盟部族阿爾勒岡人展開侵略。儘管與法國人的戰事持續不斷，塞內卡人的軍事力量在18世紀時卻不斷的增強。有了戰爭帶來的人力補充和英國與荷蘭的協助，西元1760年，英國在塞內卡人的協助之下，成功從法國勢力底下奪取了尼亞加拉堡 （页面存档备份，存于）。而塞內卡人則在1760年到1775年度過了一段相對平穩的時間，中間少有與殖民者或其他民族的衝突。

1763年龐蒂克戰爭 （页面存档备份，存于）爆發，主因是北美洲的印地安人對於英國的統治抱有不滿，而塞內卡人的主戰派也參與了這場反抗戰爭。其中，塞內卡的主戰派在一場名為「惡魔洞之戰」的戰役裡，對英國人進行屠殺，並奪取了英國火車上的資源。雖然大部分的塞內卡人因為之前與英國的同盟關係，試圖保持中立並不欲參加這場戰爭，但英國並沒有因為這樣就放棄對塞內卡人的報復，對當時只是靜觀其變的其他塞內卡人展開報復性的殘殺。此戰役使英國重新調整了對美洲印第安人的政策，同時也讓印地安人對英國的統治權做了一定程度上的讓步。

### 與美國的互動
美國獨立革命時期，塞內卡人選擇了站在英國方並宣示對英國的忠誠。由於塞內卡人對美國拓荒者的城鎮展開襲擊與屠殺，美國陸軍於1779年開始蘇里文遠征，執行對伊洛魁聯盟的焦土政策，由丹尼爾•布洛海德上校和約翰•蘇里文將軍領導的軍隊摧毀了五指湖周邊至少四十個以上的伊洛魁聯盟的聚落，使至少五千人流離失所。蘇里文遠征該年的冬天，其中多數也因此無法安然度過寒冬而在飢餓或寒冷之下死亡。經過這場戰爭，塞內卡人失去了自己的故鄉，逃往紐約洲的布法羅、托納旺達、卡特羅格斯等地，亦有族人就這樣一路逃往加拿大，在當地定居。

1794年11月11日，塞內卡人和其他伊洛魁聯盟民族與美國聯邦政府簽定《卡南代瓜條約》，其中保證了原住民們與美國政府之間的和平關係。在1797年的《大樹條約》，塞內卡人出售了他們在傑那西河 （页面存档备份，存于）以西的土地所有權，以保留自己的居住區。1838年1月15日，美國和部分塞內卡酋長簽署《布法羅河條約》，使塞內卡人都遷移至密蘇里州西部，但多數人不願遷移。大部分塞內卡人在紐約，建立了獲得聯邦政府認可的現代化民主政府，即為現在的塞內卡部落。之後托納旺達的塞內卡人從原本的塞內卡部落中分裂出來，成為獨立的另一個部落，此兩者都是聯邦政府正式認可的部落。

## 社會、家庭與婚姻

### 氏族
氏族是塞內卡人的傳統社會單位，同個氏族的人會有一個共同女性祖先。每個氏族的命名依據都是來自於該氏族有特殊需求，或是某種流傳下傳說故事的某一種動物。主要分成兩種類型，的鳥類與動物類，總共有八大家。通常會是一名鳥類氏族的成員與一名動物類氏族的成員結婚，不分性別。各個氏族也會有和他們自己氏族動物有關的儀式。

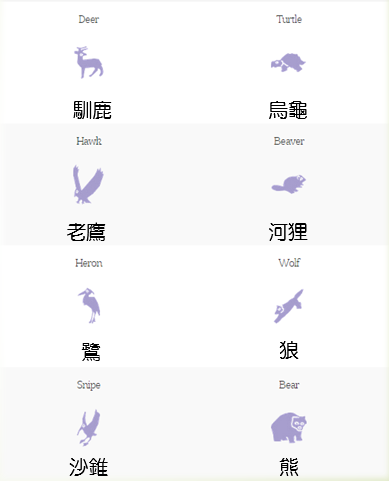
塞內卡人的八大氏族，左為鳥類四種、右為動物類四種

塞內卡人採母系繼嗣，當一對男女建立婚姻關係時，擁有土地所有權的是女方，且當雙方離婚時男方需要離開家裡，找尋另一個居住地點。氏族中會有一名女性領導人，擔任氏族的大家長(Clan Mother)，負責土地、資源管理、家族事務。男性則可擔任酋長(Chief)，負責與其他民族間的交易行為與軍事活動。而女性所擔任的大家長地位比男性酋長來得更高，大家長可以任命、命令、撤換男性酋長。
| 鳥類 | 動物類 |
| ---- | ------ |
| 馴鹿 | 烏龜   |
| 老鷹 | 河狸   |
| 鷺   | 狼     |
| 沙錐 | 熊     |

### 親屬稱謂
塞內卡人的親屬稱謂屬伊洛魁型，這種親屬稱謂方式又叫做二分合併型。這種方式合併了父方和母方的同性同胞，讓他們在同一個親屬稱謂底下。也就是說，塞內卡人的親屬稱謂中，父親和父親兄弟、母親和母親姊妹有著相同的稱呼。

### 婚姻
根據傳統，塞內卡人屬於外婚制，不允許在同一氏族內的成員建立婚姻關係。雖然現在塞內卡人的氏族仍對生活有一定影響，不過外婚制的規定已經漸漸廢除。在一對情侶建立婚姻時，男子須自行準備一棟房子，象徵建立一個屬於家庭的庇護場所。男子需表明自己願意為了家庭出外打獵，女子需同意自己為了家庭願意處理家務並進行農耕。根據習俗，男子要是能夠給自己的妻子穿的越好，就越能在部落中獲得尊重，因此男子出外打獵後，會盡力將能夠使用的羽毛或獸皮做成華麗的衣服，提供給妻子穿戴。而妻子也會相當重視這些衣服或飾品，除非她能夠用衣服交換某些能夠讓她的丈夫有更多好處的東西，不然就會一直將這些衣服保存下去。

## 經濟與生活

### 農耕與狩獵
塞內卡人的農耕生活最早可以追溯自8世紀。傳統上，塞內卡人的農耕由女人負責。他們種植通稱為「三姊妹」(three sisters)的三種作物：玉米、豆類、南瓜(squash)，這三種作物與他們的長屋住居方式密切相關。另外，塞內卡人除了「三姊妹」之外的作物，也種植一些藥用植物、莓子、核果、水果等其他作物。

另一方面，狩獵動物則是屬於男子的工作，塞內卡人傳統上會狩獵的動物有：馴鹿、加拿大馬鹿，以及在河邊與安大略湖畔捕魚。

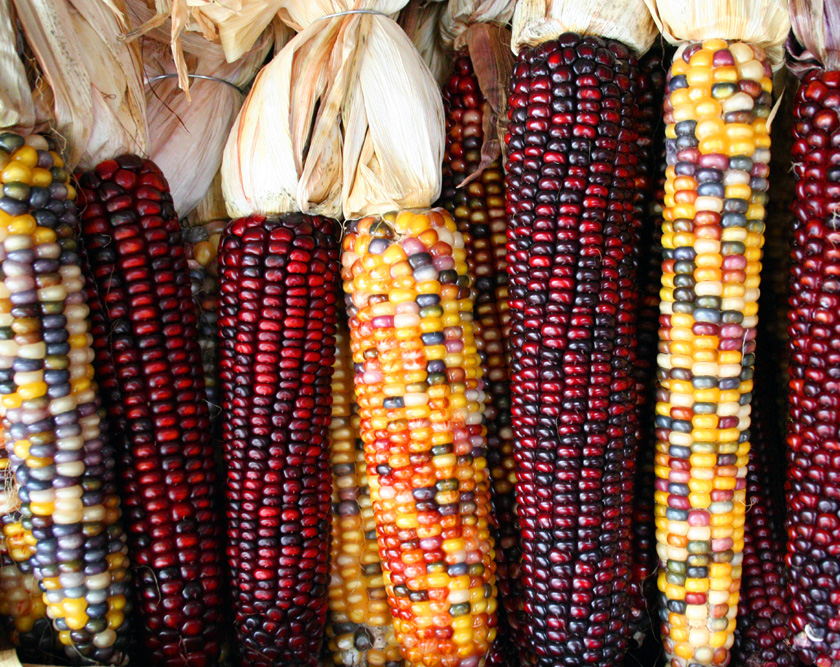
塞內卡人種植的玉米
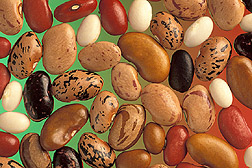
豆類
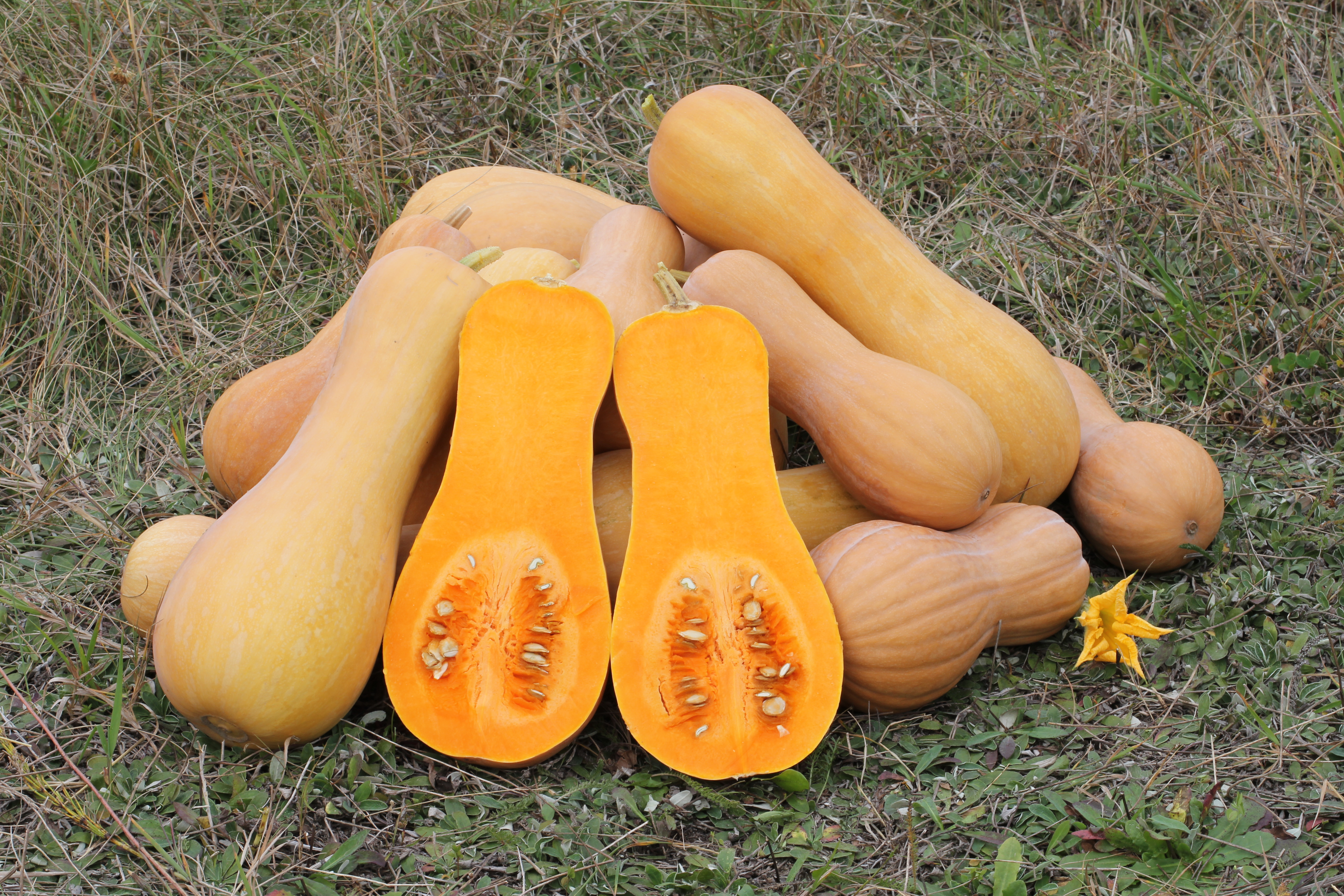
當地的南瓜，屬冬季產物

### 長屋住居
塞內卡人和其他的伊洛魁聯盟部族一樣，群居在十數個長屋 （页面存档备份，存于）所構成的村莊。每個長屋的大小各有不同，一般的長屋大概會有60公尺長、5~7米寬、5米高左右，最長的甚至可以到100公尺長。長屋內可以容納超過六十名以上的家族成員，每個長屋內的家族成員必然隸屬於同一氏族的同一親屬群內的成員，並且彼此之間以財產承繼與繼嗣制度等關係連繫著。

長屋的構造分為上下兩層，上層用木板和獸皮搭建出平台，可當做倉庫放置物品，也能當做休息、睡眠的地方；下層則是當做起居空間，白天的活動、生火煮食都會集中在這一層。

### 服飾

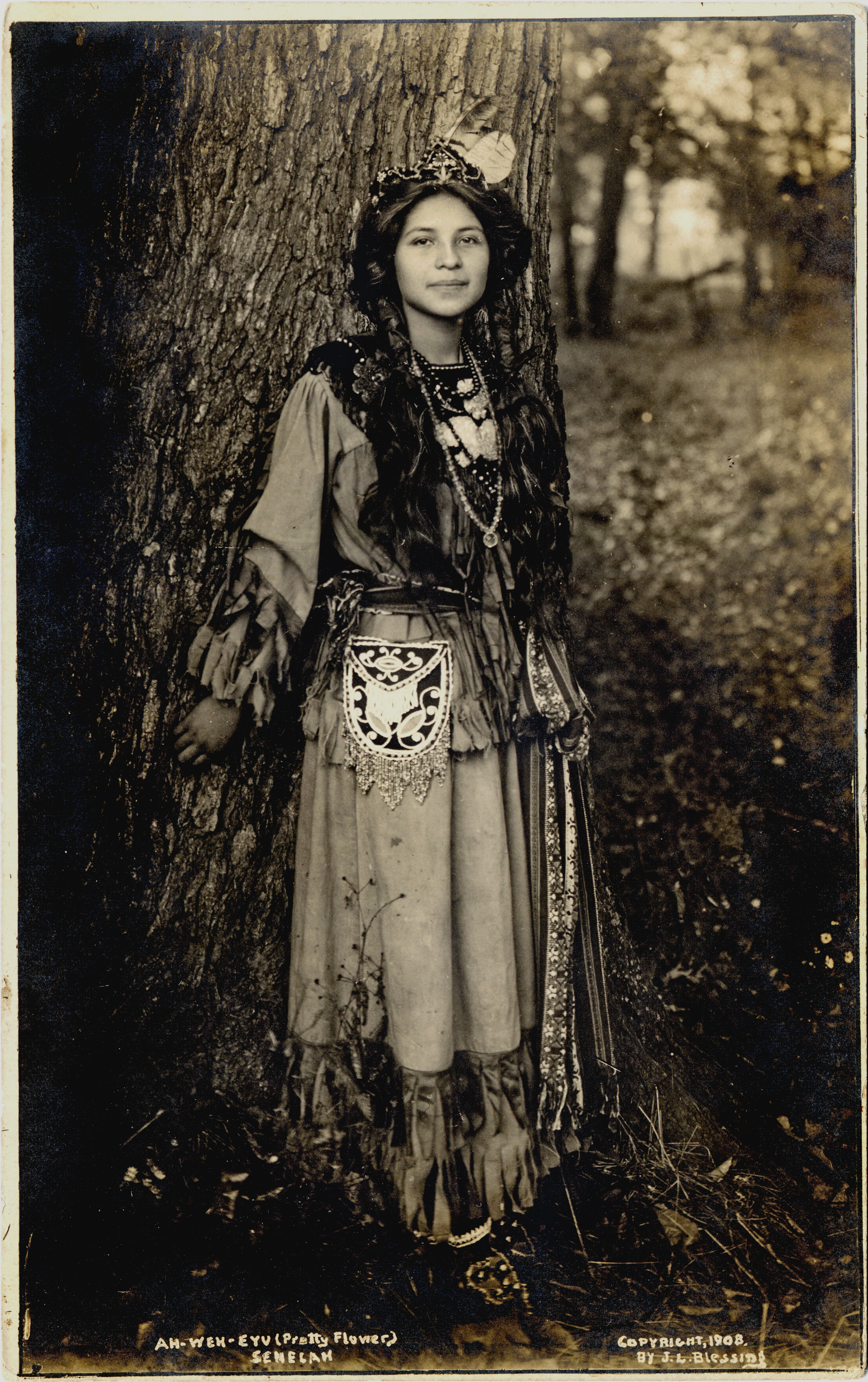
塞內卡女性的服裝

傳統上來說，塞內卡男人不穿上衣，而會在下半身穿著腰布(Breechcloth)和綁腿(Leggings)。腰布是一種用鹿皮與羽毛編織出的腰帶，綁腿則多半使用馬皮和更軟的羽毛製作，有些綁腿會使用多彩的布料製作並且加上玻璃珠飾品。頭上則會配戴有長羽毛的頭飾，這些頭飾是在伊洛魁聯盟共通的傳統飾品，每個頭飾上面都會有屬於自己民族的標示，比如塞內卡人的頭飾上面插的羽毛是老鷹羽毛。

塞內卡女性會穿著長達膝蓋的外衣，稱作kilt或overdress，腳上則會穿著較為短小的綁腿，而且不會如男性的綁腿一般有皮帶。頭上有時會配戴鑲嵌著珠子的皇冠狀頭飾。
塞內卡人不論男女共通都會穿著鹿皮鞋(Moccasins)，一種軟皮的平底鞋。鹿皮鞋會隨著身分不同和氣候不同而在設計上作改變，有些會在鞋子上加上更多的羽毛或毛皮以禦寒，有些則會為了美觀而在編織得更鮮豔或加上珠子裝飾，給小孩做的鹿皮鞋則會有五顏六色的圖樣......等。

## 信仰與節日

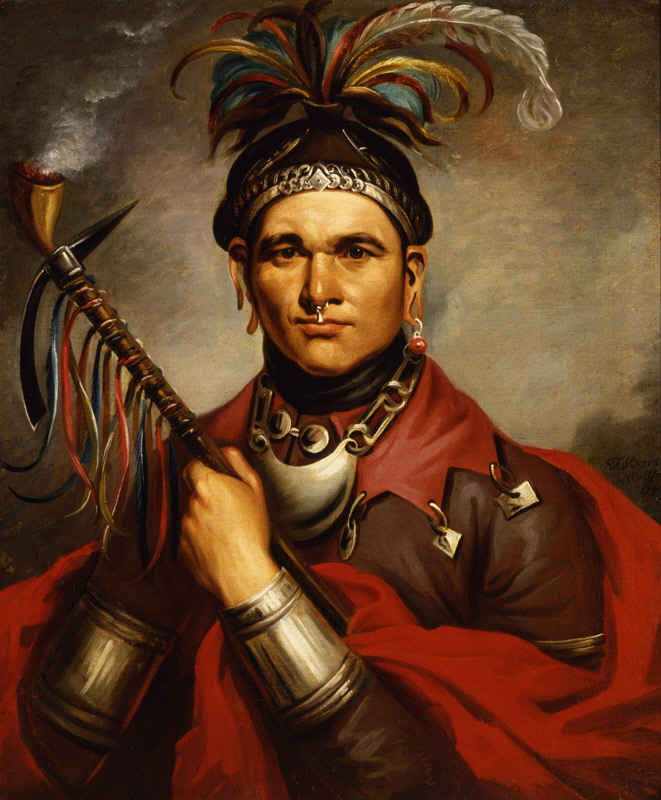
塞內卡酋長 漢森雷克
F. Bartoli繪, 1796

塞內卡人最初的宗教為泛靈信仰，並且認為有「地球掌控者」(earth holder)的存在。所有的病痛都是惡靈所造成的，病人要是想要好轉就需要薩滿為他們跳祈福舞蹈，並且以薩滿所配制的藥草做為治療的輔助。在冬天，他們會舉行一個長達八天的慶典，表達對身邊人的感謝之意並且原諒彼此在這一年犯下的過錯。 
十九世紀早期, 塞內卡人的信仰經過了一個名為二次大覺醒的變革：漢森雷克(Handsome Lake)信仰。 身為塞內卡人的酋長，以及龐蒂克戰爭與反抗美國人的領袖，漢森雷克被視為先知，他的引導也從經濟方面漸漸擴展到宗教方面。漢森雷克的宗教領導主要是對於人們生活方式的告誡。首先，他獲得來自天上的使者的警告，告訴塞內卡人不應接近酒精，以及女巫們施行的巫術將會造成部族內的混亂，導致災禍降臨。這個警告對當時有酗酒問題的族人們啟了相當大的功效，開始有人相信漢森雷克的指引與他的力量，並且使族內的酗酒風氣減弱。漢森雷克的指引後來逐漸變成了一種道德準則，規定族人不可酗酒、行巫術，禁止亂倫、毆打妻子、爭吵等等。同時漢森雷克也表示將會有場大火災毀滅這個世界，不過這個指引並未受到族人認同。

漢森雷克的引領的宗教潮流還有一個特點：融合了塞內卡的傳統與白人帶來的價值觀。他鼓勵自己的族人們吸收來自歐洲國家的習俗，例如農耕方式和居住方式。也呼籲塞內卡人要改變自己的生活方式以適應新的環境，才能在不斷發生變化的時代生存下去。

## 藝術與文學

### 工藝
塞內卡人最著名的工藝是他們的面具。面具被視為是他們最神聖的藝術，有很多面具是不允許外來者觀看的，僅有少數做為展示用途在外面的博物館等地收藏。此外，塞內卡人也很擅長珠工(Beadworks)和鵝毛工藝(porcupine quillwork)，尤其是珠工，塞內卡人將貝殼或骨頭等做成珠子，將其應用在服飾、鞋子等各種領域，也會直接做成飾品。

### 舞蹈
老鷹舞是塞內卡人的傳統舞蹈，這種舞蹈主要是被用來讚美老鷹的力量與靈魂，同時也做為一種祈禱儀式，與塞內卡人的氏族信仰有關。原本配合老鷹舞的音樂總共有十四首，現時保存流傳下來的僅有其中十首，每首音樂的開頭都是一聲大聲的呼喊，結尾則是會有一名奏樂者用長棍不斷的敲擊地面。現在的老鷹舞通常會是由兩名舞者呈現，不過根據文獻紀錄，1900年代之曾經有四名舞者同時表演的記載。舞者會在頭上插上羽毛，手上拿著數枝羽毛做成的類似於旗子的物品，且將他們的臉全部塗成紅色或半黑半紅。

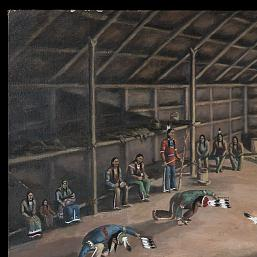
塞內卡人的老鷹舞

### 神話[12]
天空女神(英文Sky Woman，塞內卡語 Awenhai )：伊洛魁神話的母神，傳說中她從天空中裂開的洞掉到了地球，並生出了雙子神。

雙子神(The Twin-Gods)：掌空人(Sky holder)和瓦提(Warty)，他們是傳說中創造出伊洛魁的民族英雄，掌空人是生命之神，創造出人類以及世間萬物；瓦提則是死亡之神，管理著死亡和破壞。

奧納塔(Onatah)：玉米之魂，身為豐饒之神，同時也是「三姊妹」傳說的其中一名成員。

拉萬諾(Raweno)：名字的意涵為「管理者」，是傳說中的一名仁慈的師尊，也是世界的看守人。

Gadasiyo：在塞內卡人與塔斯卡洛拉人的神話中，她是最原初的伊洛魁聯盟的領袖，直到伊洛魁分成了數個民族。

## 現況
在塞內卡印地安部落中，大約有8000名左右的居民。這些居民分別住在紐約的五個保留區：阿利根尼保留區、卡特羅格斯保留區、布法羅河周邊、尼亞加拉瀑布周邊，及油泉保留區。由於附地較阿力根尼與卡特羅格斯狹窄的關係，後三者的居民相當少。另外，還有1200人居住在托納旺達的塞內卡部落。加拿大亦有約千人左右的塞內卡人定居。

### 金祖阿大壩爭議
1960年，美國政府決定在阿利根尼河上蓋水壩，名為金祖阿大壩(Kinzua Dam)。水壩的建造迫使大約600名塞內卡人必須從他們所持有的萬餘畝土地上搬遷，這些土地原本是他們在1794年的《卡南代瓜條約》下正當獲得的土地，因此塞內卡人不願遷移。但他們還是被逼迫搬遷到紐約的薩拉曼卡(Salamanca)，於阿利根尼水庫的北岸。塞內卡人自後開始呼籲法院與約翰‧甘迺迪總統停止大壩的施工，但最終遭到甘迺迪總統的親自否決，以迫切需要防洪為理由，並使法院拒絕受理他們的訴訟案件。

此案件嚴重侵犯塞內卡人的土地權，為了保存這段歷史、並為塞內卡人所遭受的不平待遇抱屈，以及為了其他許多的印地安民族的權益，六零年代的著名歌手彼得‧拉法爾 （页面存档备份，存于）為此寫了一首曲子，名為「As long as grass shall grow」。

### 現代經濟
現代的塞內卡人有著多元化的經濟：建築業、娛樂業、旅遊業、零售商品、以及才剛起步的遊戲產業。很多塞內卡人也都在各自的專業領域上有著他們自己的工作，例如律師、教授、物理學家、警察、老師、社工人員、護士、管理階層等。數家大企業主要都在卡特羅格斯與阿利根尼兩大區域，也有一些小型建築公司是由塞內卡人經營著，這些建築公司負責的工作相當多且複雜，從建橋樑、蓋大型建築物到鋪人行道與蓋牛舍雞舍等等，工作內容包羅萬象。擔任建築工作的塞內卡人也因此相當的多。

娛樂也是塞內卡經濟中一個重要環節，當地的高岸營地(Highbanks Campground)每年都會有數千人次以上的遊客，享受阿利根尼水庫的風景。每年塞內卡人會出售數千張的捕魚許可證，給那些想在塞內卡領地內捕捉梭魚、鱸魚、鮭魚等的漁夫。

另外一個塞內卡人經濟的來源是紀念品的販賣，從服裝到蠟燭等的傳統工藝所製成的藝術品，這些紀念品的販賣很大一部分是來自於當地興盛的觀光業，與塞內卡人豐富的文化，引此也占了一般民眾的收入中很大一部分。

#### 免稅汽油與香菸販賣
免稅的汽油與香菸為塞內卡人創造了繁榮經濟，其在價格上的優勢也使塞內卡人販賣的油品與香煙有一定的價格優勢，同時反映在保留區內的加油站數量以及銷售香菸的網路店鋪上。但這個優勢反而製造了一般店鋪與塞內卡人店鋪之間的對立，由於油稅和煙稅在美國被課以很重的稅金，使這些由一般人經營的店鋪無法跟塞內卡人開的店鋪競爭。此外，也有人認為塞內卡的香菸無須課稅僅是因為塞內卡人的身為原住民的特殊身分使他們跟政府爭取免稅時獲得優待，而非有什麼合法的理由。

#### 賭城經營
塞內卡人的賭博業起始於引進賓果遊戲的1980年代。2002年，塞內卡印地安部落與紐約政府簽訂了合約，在領地內引進第三級遊樂場所(即為賭場)。塞內卡政府擁有其中兩座賭場的經營權，一個座落在尼亞加拉瀑布附近的都市，另一個則在阿爾根尼保留區內。第三個則是布法羅河賭場，由當地財團掌管，這引來了當地的塞內卡居民不滿，因此有關於此賭場的反對聲浪也不曾停歇。